# Fonts baptismaux de Moncontour

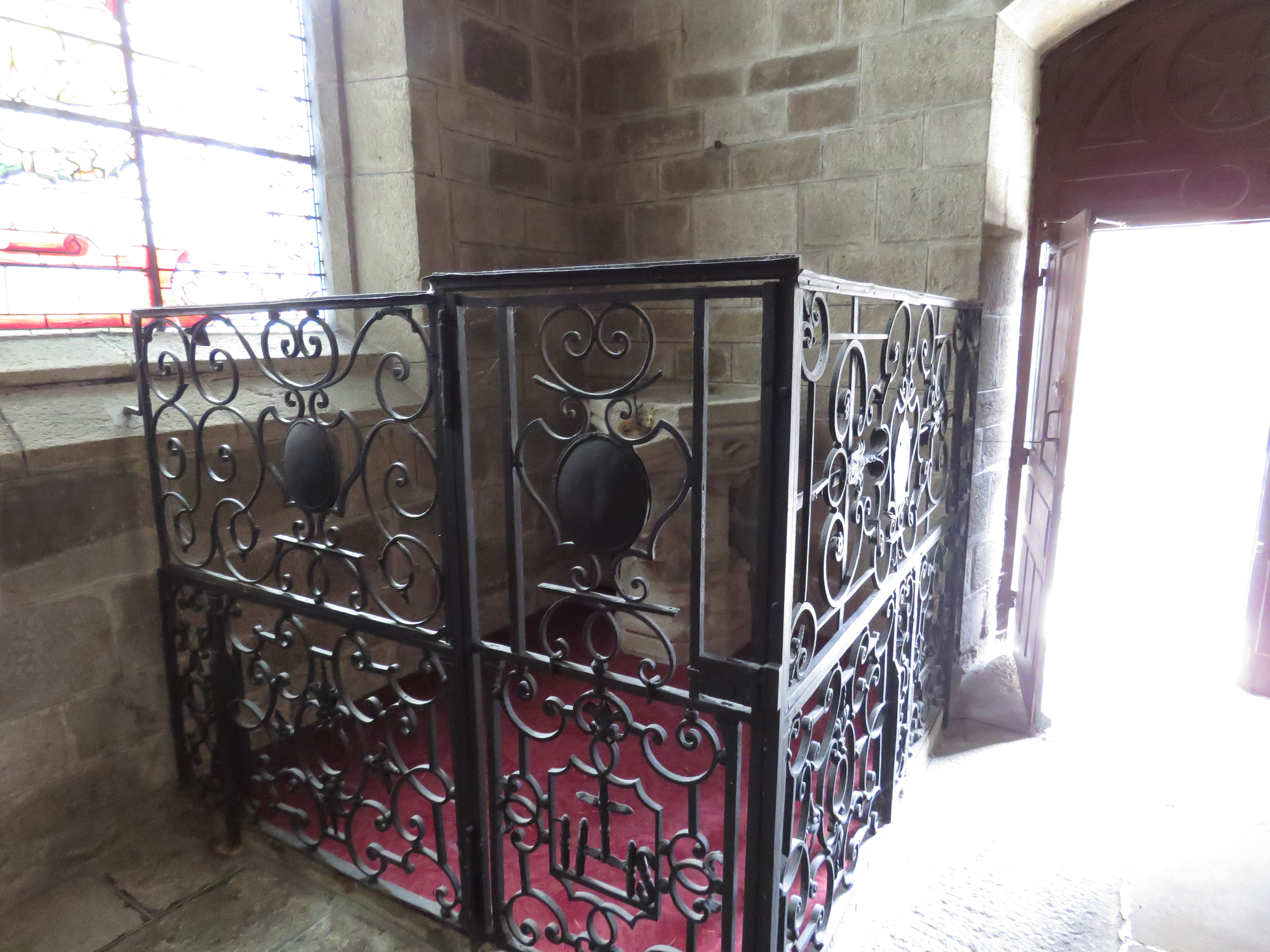
Fonts baptismaux de Moncontour

Les fonts baptismaux de l'église Saint-Mathurin à Moncontour, une commune du département des Côtes-d'Armor dans la région Bretagne en France, datent du XVIe siècle. Les fonts baptismaux en granite sont classés monument historique au titre d'objet depuis le 24 mai 1973.